# Bryce Canyon nationalpark

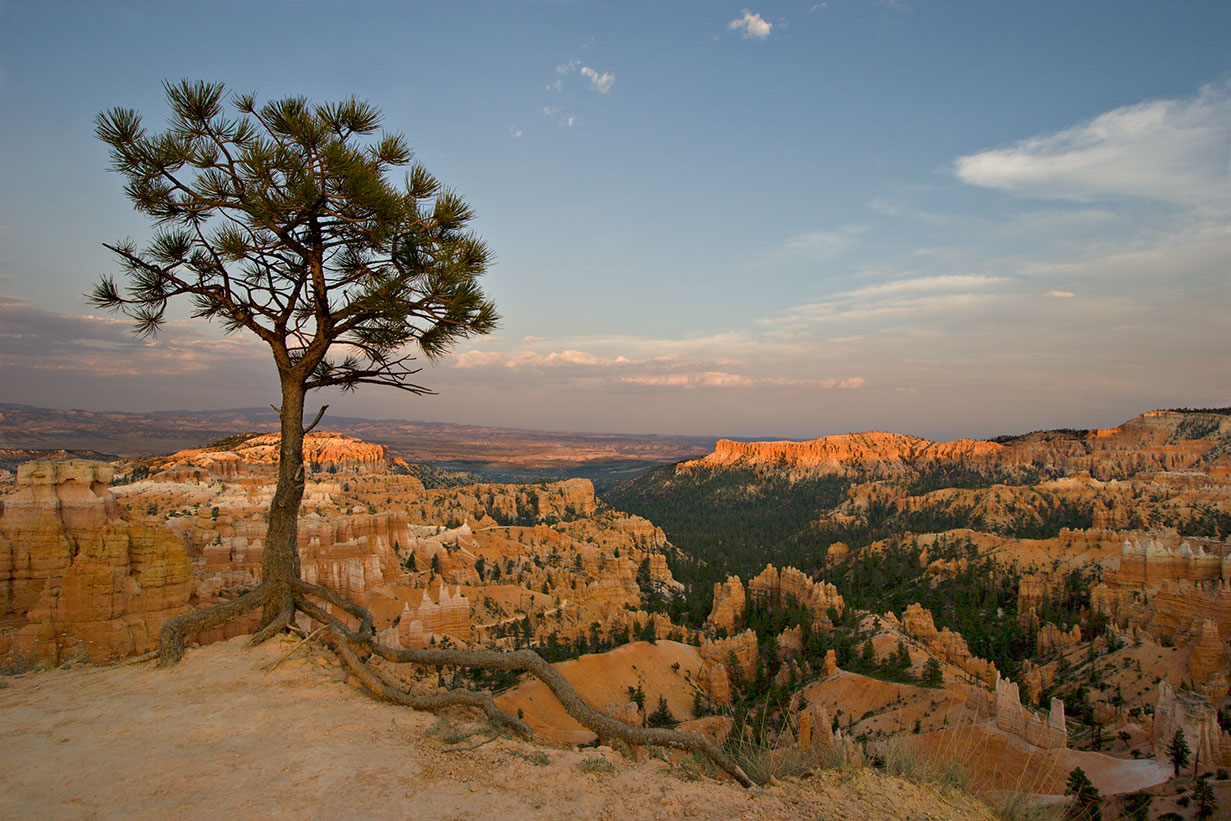
Bryce Canyon nationalpark

Bryce Canyon nationalpark är en nationalpark belägen i Garfield County och Kane County i sydvästra Utah i USA. Inne i nationalparken ligger Bryce Canyon. Trots namnet är det egentligen ingen kanjon, utan mer en naturlig amfiteater skapad av erosion längs den östra sidan av Paunsaugunt Plateau. Bryce Canyon är utmärkande på grund av sina unika geologiska strukturer, kallade hoodoos, formade av vind, vatten och iserosioner av flod- och sjöbäddssedimentärstenar. De röda, oranga och vita färgerna av stenarna ger spektakulära vyer.
Bryce Canyon ligger mycket högre än den närliggande Zion nationalpark och södra sidan av Grand Canyon. Höjden uppe på platån varierar mellan 2 400 och 2 700 meter över havsytan. Områdena har därför mycket olika ekologi och klimat, vilket ger den som besöker alla tre parkerna en väldigt kontrastrik upplevelse av regionen.
Kanjonområdet bosattes av mormonpionjärer under 1850-talet och namngavs efter Ebenezer Bryce som bodde i området 1875. Området runt Bryce Canyon blev ett av USA:s nationalmonument 1924 och blev nationalpark 1928. Parken täcker ett område på 145 km². Parken har relativt få besökare jämfört med Zion Canyon och Grand Canyon, kanske främst på grund av sin avlägsenhet. Orten Kanab ligger centralt mellan de tre parkerna.
Nationalparken har också gett namn till Bryce, ett 3D-modellprogram som specialiserar sig på att återge denna typen av ojämna landskap.

## Geografi

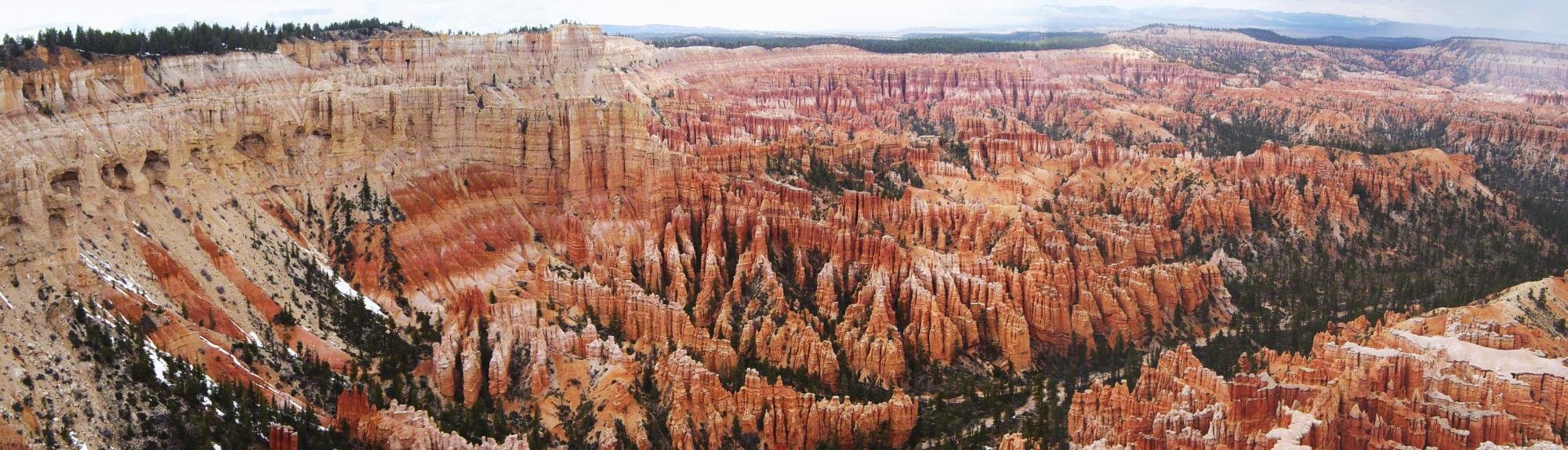
Bryce Canyon, sett från Bryce Point är en stor naturlig amfiteater. Ebenezer Bryce, "upptäckaren" av kanjonen sägs ha sagt att platsen är "en helsikes plats att förlora en ko" på.

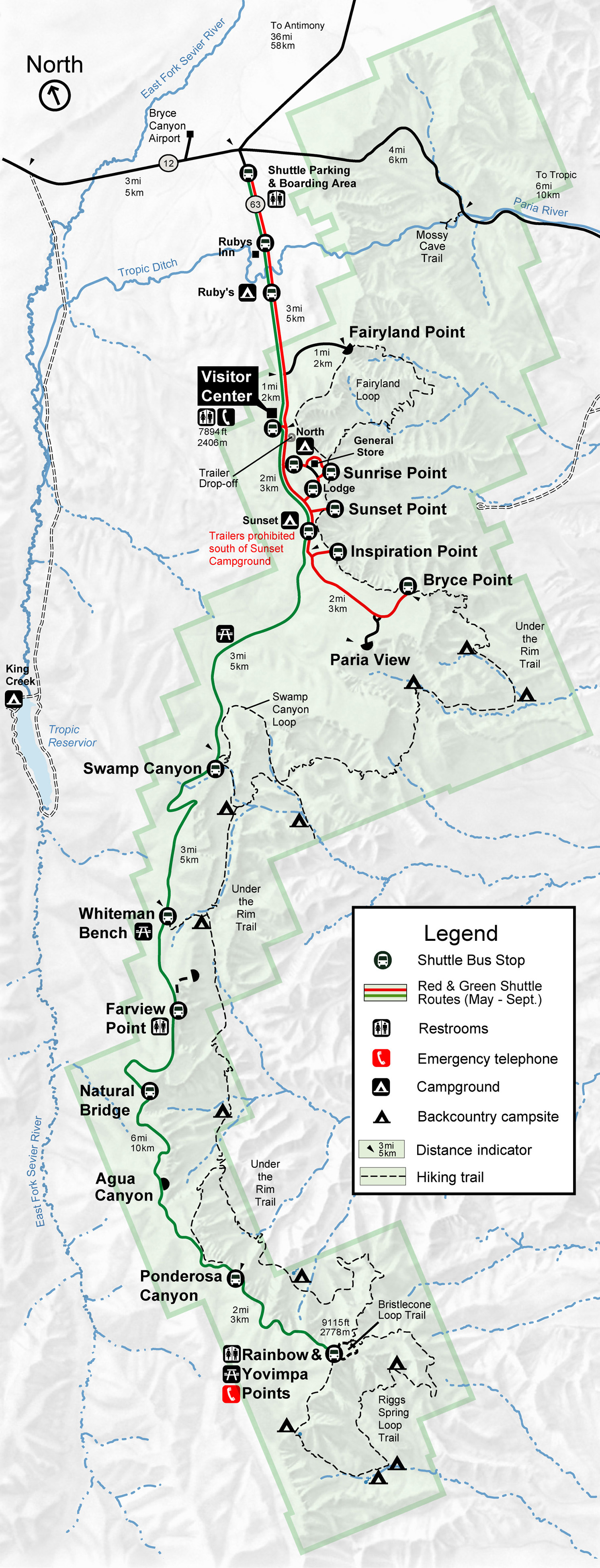
Bryce Canyon följer en slingrande kurs orienterad från norr till söder.

Bryce Canyon nationalpark ligger i södra Utah omkring 80 kilometer nordöst och på 300 meter högre höjd än Zion nationalpark. Vädret i Bryce Canyon är därför kallare och parken får mer nederbörd. Ett närliggande exempel som är väldigt likt Bryce Canyon men på högre höjd är Cedar Breaks nationalmonument.
Nationalparken ligger inom Coloradoplatåns geografiska del av Nordamerika och sträcker sig längs den sydöstra delen av Pausaguntplatån väster om Paunsaguntförkastningen (Paunsagunt är paiute för "bäverns hem"). Parkbesökare kommer från platådelen i området och ser över platåns kant mot dalen där förkastningen och Pariafloden strax bakom. (Paria är paiute för "lera eller älgvatten.") Kanten på Kaiparowitzplatån förbinder till den andra sidan av dalen.
Bryce Canyon bildades inte av erosion från en central ström, vilket gör att det tekniskt sett inte är en kanjon. Istället har huvuderosionen exkaverat de stora amfiteaterformade delarna i kenozoikumåldrade stenar i Paunsaguntplatån. Denna erosion avslöjar delikata och färgrika höjdpunkter kallade hoodoos som är upp mot 60 meter höga. En serie amfiteatrar förlängs mer än 30 kilometer i parken. Den största är Bryce amfiteater, vilken är 19 kilometer lång, 5 kilometer bred och 240 meter djup.
Den högsta punkten i parken är den 2 775 meter höga Rainbow Point, belägen vid slutet av parken. Från denna plats kan man se Aquariusplatån, Bryce amfiteater, Henry Mountains, Vermilion Cliffs och White Cliffs. Cope Canyon, där den lämnar parken ligger i den nordöstra delen och är den lägsta delen i parken med sina 2 011 meter.

## Mänsklig historia

### Nativamerikanernas bosättning

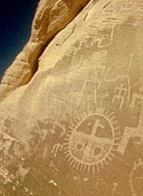
Petroglyfer i Bryce Canyon tyder på att förhistoriskt folk har varit i området för flera tusen år sedan, men man vet lite om dem.

Forskarna kan bevisa att mänsklig aktivitet och bosättning förekommit i Bryce Canyon för flera tusen år sen, men detaljerna vet man inte mycket om. Arkeologiska utgrävningar i Bryce Canyon nationalpark och Paunsauguntplatån visar att människor har varit i området under minst 10 000 år. Flera tusen år gamla kepsmakarperiods-anasaziartefakter har gjorts i den södra delen av parken. Andra artefakter från puebloperioden Anasazi och Fremontkulturen (fram till mitten av 1100-talet) har också hittats.
Paiuteindianerna flyttade till de omkringliggande dalarna och platåerna i området runt samma tid som de andra kulturena lämnade. Nativamerikanerna jagade och skaffade större mängder av sin mat men kompletterade sin diet med några förfinade produkter. De trodde att hoodoos var legendfolk som bedragande prärievargarna förvandlade till sten. Minst en äldre paiute sa att hans kultur kallade hoodoosen Anka-ku-wass-a-wits, vilket är paiute för "rödmålade ansikten".

### De vitas utforskning och bosättning
Det dröjde fram till 1700- och 1800-talet innan de första kaukaserna utforskade det avlägsna och svårnådda området. Mormonscouter besökte området under 1850 för att undersöka dess potential för jordbruksbebyggelse, betesmark och bosättning.

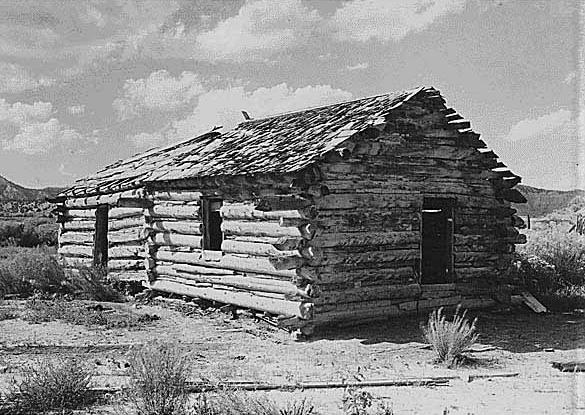
Ebenezer Bryce och hans familj levde i Bryce Canyon i denna stuga, fotograferad cirka 1881.

Den första större vetenskapliga utforskningen av området leddes av United States Army-majoren John Wesley Powell 1872. Powell, tillsammans med en grupp kartläggare och geologer, granskade Sevier- och Virginflodernas områden som en del av en större utforskning av Coloradoplatåerna. Hans kartläggare registrerade många av ortnamnen på paiutespråk.
Små grupper mormonpionjärer följde efter och försökte bosätta sig öster om Bryce Canyon längs Pariafloden. 1873 började Kanarra Cattle Company använda området för nötkreaturbete.
Jesu Kristi Kyrka av Sista Dagars Heliga sände den skotske immigranten Ebenezer Bryce och hans fru Mary för att bosätta sig i området vid Pariadalen eftersom de ansåg att Ebenezers hantverkskunskaper skulle vara användbara i området. Brycefamiljen valde att bosätta sig strax nedanför Bryce Canyon amfiteater. Bryce lät sina djur beta inom det som idag är parkgränserna och sa att amfiteatrarna var "ett helsikes plats att förlora en ko på". Han anlade också en väg till platån för att få eldningsmaterial och timmer och en kanal för att kunna bevattna sina grödor och djur. Andra bosättare valde snart att kalla denna plats för "Bryce's canyon", vilket senare blev Bryce Canyon.
En kombination av torka, överbetning och översvämning tvingade dock de kvarvarande paiutefolken bort från området och tvingade bosättarna att skapa vattenvägar från Sevierfloden omedelbart. När detta misslyckades lämnade de flesta invånarna, inklusive Brycefamiljen, området. Bryce flyttade tillsammans med sin familj till Arizona 1880. De invånare som bodde kvar lyckades gräva ett 16 kilometer långt dike från Seviers östra del till Tropic Valley.

### Grundandet av parken

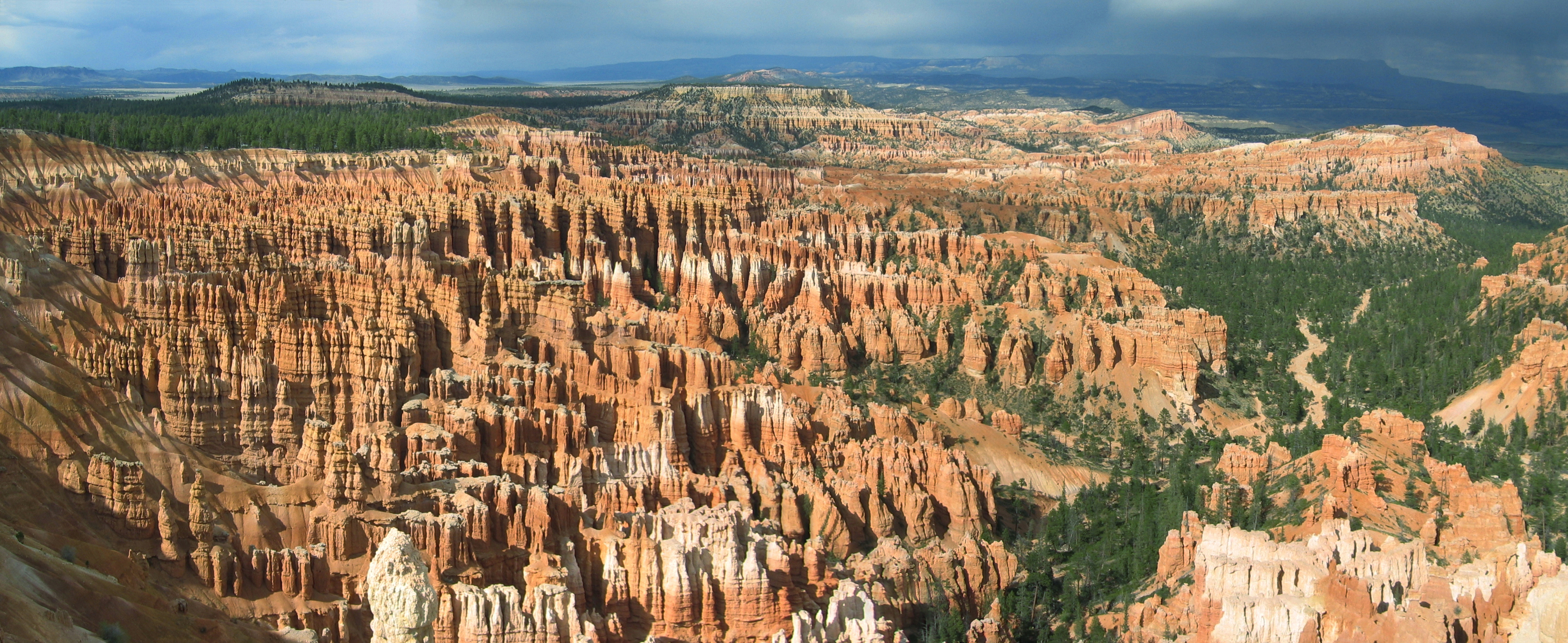
Bryce amfiteater och den närliggande skogen utgör en bra vy över dalen.

Personer som skogsföreståndare J.W. Humphrey berättade om de konstiga formationerna i Bryce Canyons amfiteater och distriburade 1918 en artikel nationellt, något som också ökade intresset för parken. Det var dock fortfarande svårt att ta sig till området och det var inte speciellt många besökare.
Ruby Syrett, Harold Bowman och bröderna Perry byggde senare enklare stugor och satte upp en guideservice i området. Syrett fungerade senare som den första brevbäraren i Bryce Canyon. Besökarna började nu komma till området, och under det tidiga 1920-talet blev Union Pacific Railroad intresserade av att utöka järnvägarna i sydvästra Utah, något som också skulle kunna locka turister.
Under samma tid blev miljöaktivister medvetna om risken för övergödning och skogsavverkning av platån. En rörelse skapades för att bevara området, och National Park Servicedirektören Stephen Mather svarade med att Bryce Canyon kunde göras till en statspark. Guvernören av Utah och Utah Legislature klubbade igenom att området skulle bevaras och skyddas. Mather gav efter och skickade sin rekommendation till president Warren G. Harding, som den 8 juni 1923 erkände Bryce Canyon National Monument som en av landets skyddade områden.

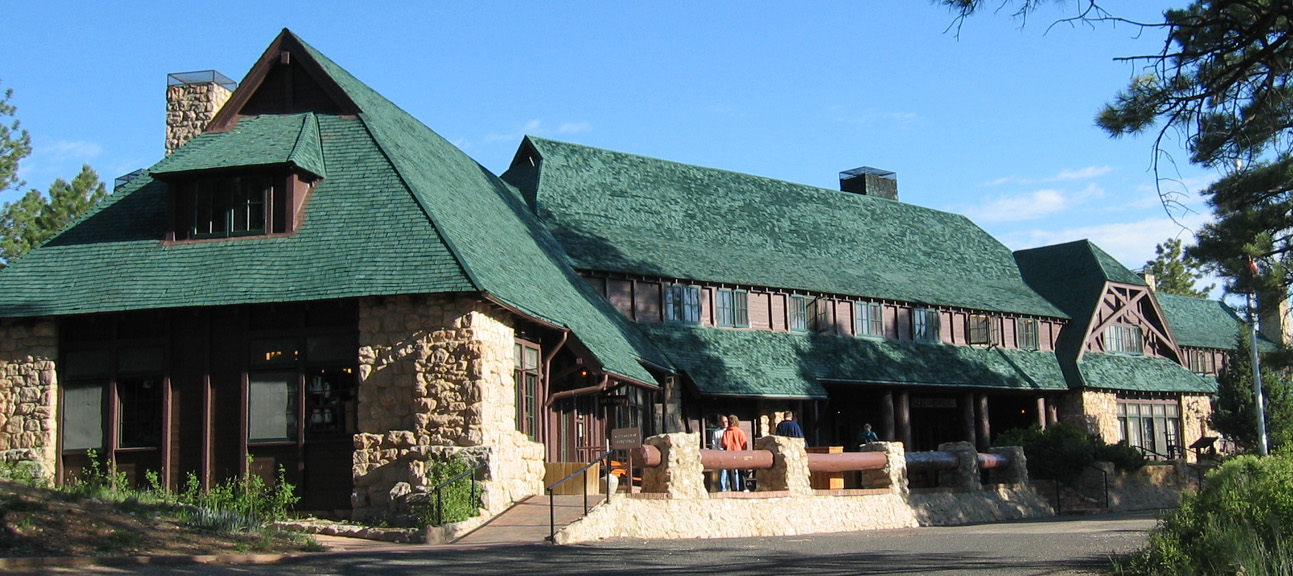
Bryce Canyon Lodge byggdes mellan 1924 och 1925 av lokalt material

En väg byggdes samma år på platån för att kunna ge bra vyer över amfiteatrarna. Mellan 1924 och 1925 byggdes Bryce Canyon Lodge av lokalt timmer och sten.
Under 1924 började medlemmar i USA:s kongress att arbeta för en uppgradering av Bryce Canyons status från U.S. National Monument till en nationalpark för att etablera Utah National Park. En process att överföra ägandeskapet från privatpersoner till den federala regeringen startade och Utah Parks Company fick den större delen av överföringen. Det sista området vid de föreslagna gränserna såldes till den federala regeringen fyra år senare, och den 25 februari 1928 fick parken sitt namn, Bryce Canyon National Park.

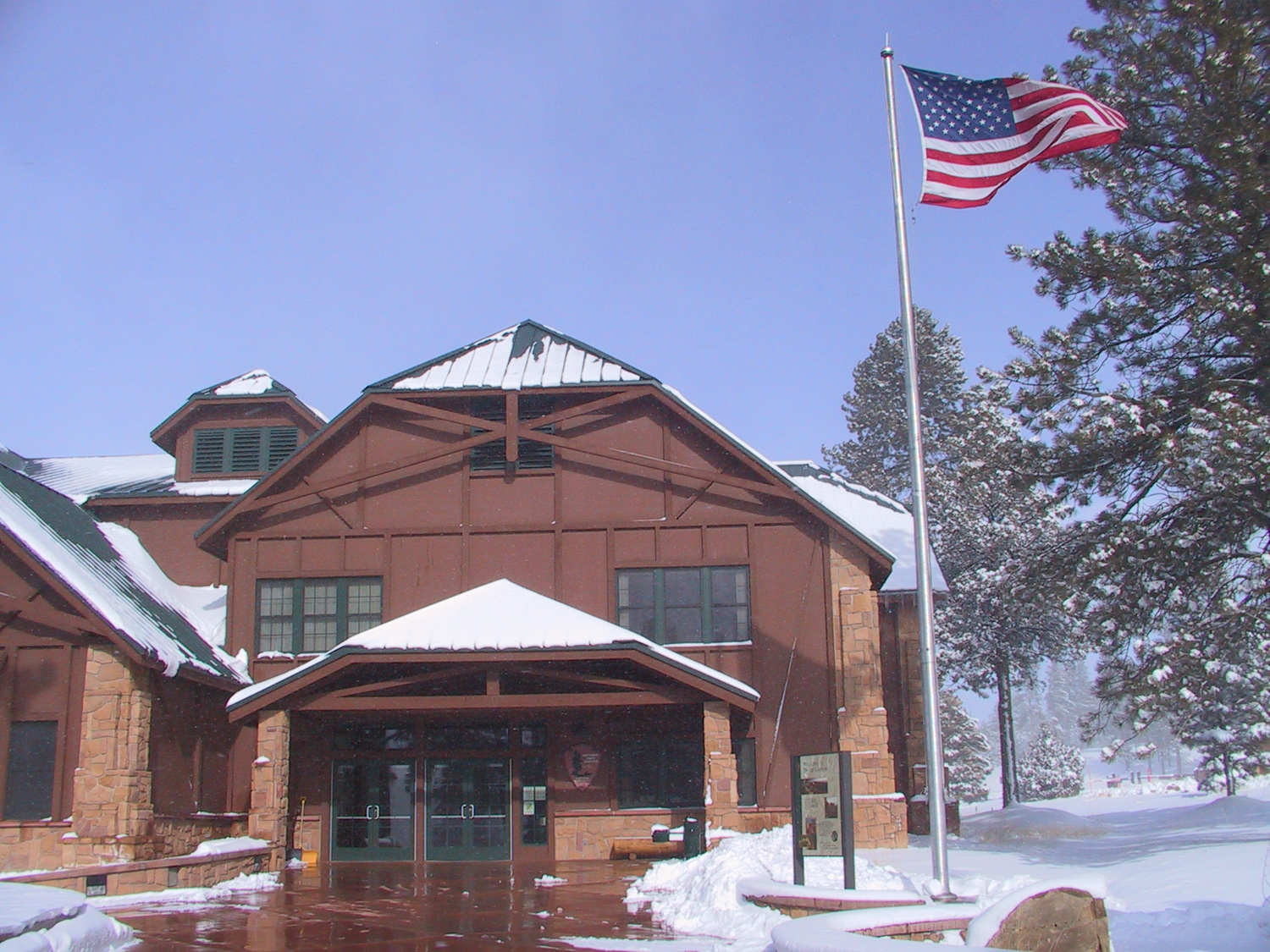
1928 blev kanjonen en nationalpark. Nu har den också ett besökscentrum.

1931 föreslog president Herbert Hoover att man skulle utöka området med en del söder om parken, och 1942 utökades parken med 2,57 km². Detta gjorde att parken nu hade en total area på 145,02 km². Rim Road, vägen som byggdes på platån, finns fortfarande kvar idag och färdigställdes av Civilian Conservation Corps. Administration av parken sköttes i början av Zion Canyon nationalpark fram till 1956 när Bryce Canyons första egna chef började jobba.

### Senare historia
USS Bryce Canyon namngavs efter parken och reparerade skepp i USA:s stilla havsflotta från den 7 mars 1947 till 30 juni 1981. Hon var det enda skeppet i United States Navy som dekorerades med ett guld-E, det vill säga att hon vunnit fem prisutmärkelser.
Bryce Canyon Natural History Association (BCNHA) grundades 1961. De sköter en bokaffär inne i turistcentret och är en icke vinstinriktad organisation, grundad för att förstärka utbildning och vetenskapliga aktiviteter i nationalparken. En del av pengarna de fått in från bokaffären har donerats till allmänna landsdelar. Sedan grundandet 1961 har BCNHA fått in över 3,5 miljoner dollar i donationer.
På grund av förslitningar i vägarna påbörjades 2004 ett arbete med att förstärka eller lägga om de föråldrade vägarna till och i nationalparken.

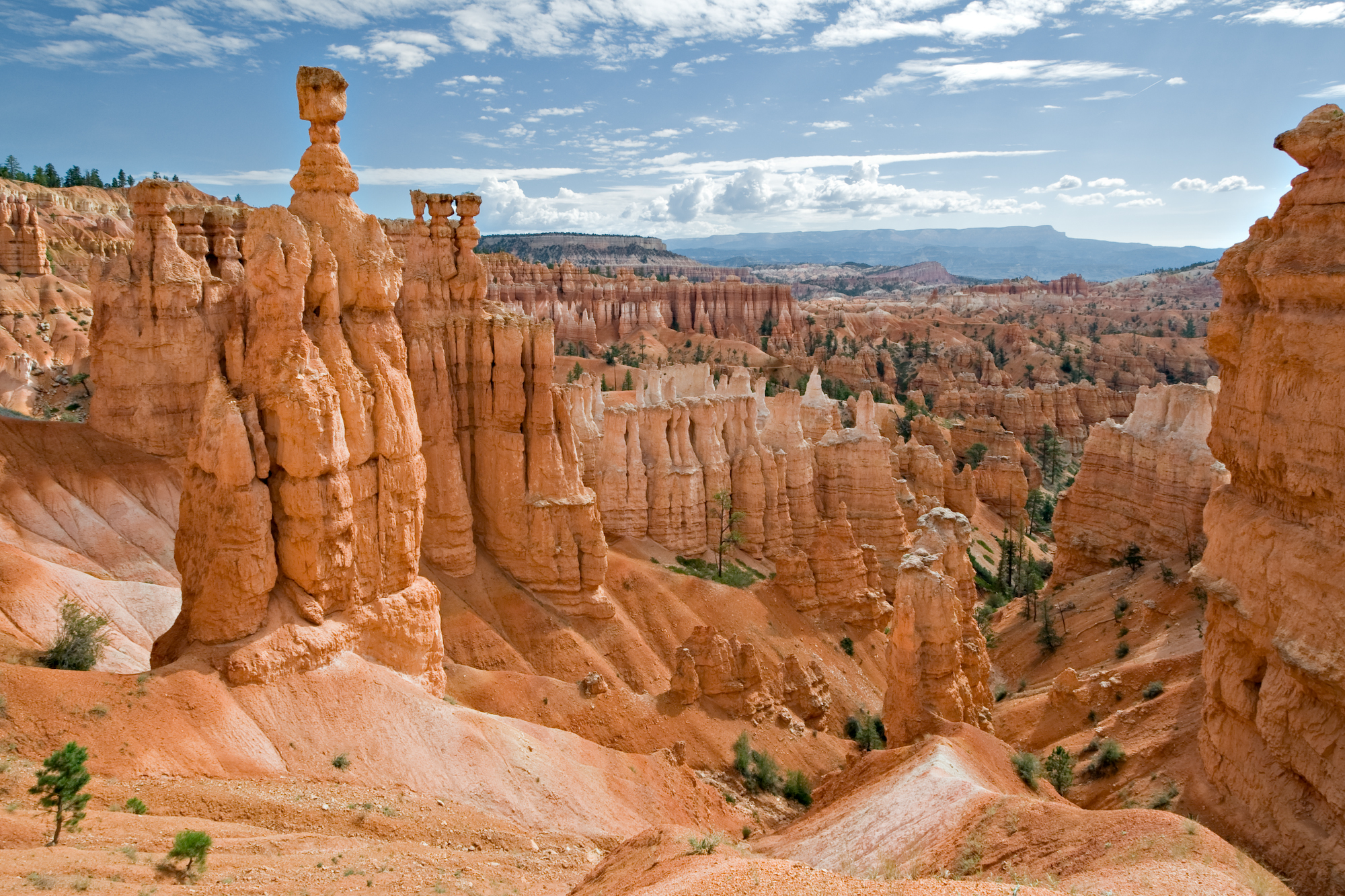
Formationen Thor's Hammer.

## Biologi

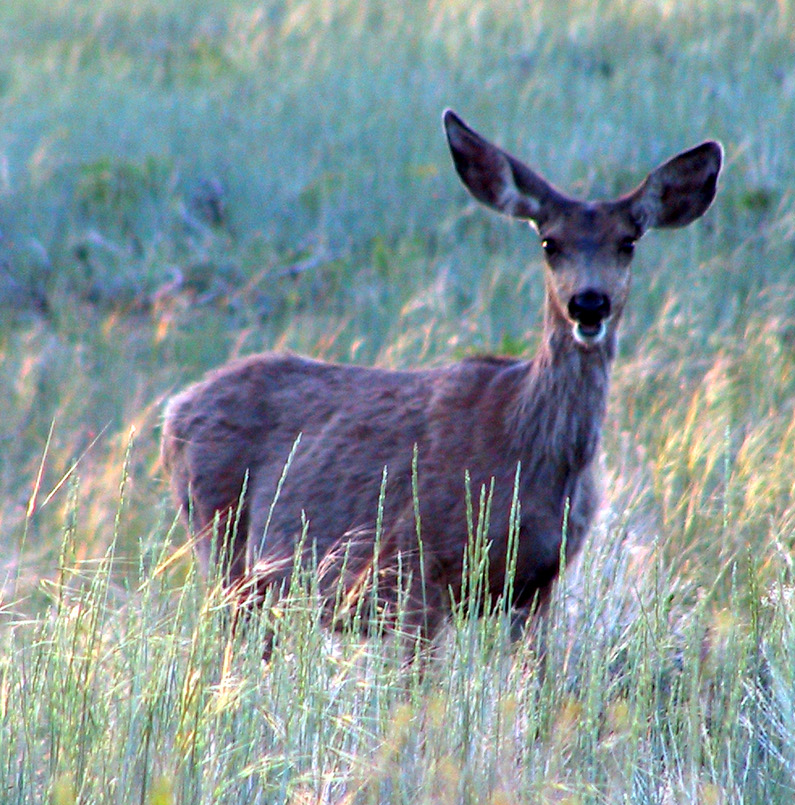
Åsnehjortar är vanligt förekommande djur i parken.

Skogen och ängarna i Bryce Canyon gör att flera djurarter kan bo i området, från fåglar och mindre däggdjur till rävar och rödlor, pumor och svartbjörnar. Åsnehjortar (Odocoileus hemionus) är bland de vanligaste större däggdjuren i parken. Älgar och gaffelantiloper, vilka har återvänt till parken, syns ofta i vissa områden. Över 160 fågelarter besöker parken varje år, bland annat seglare och svalor.
De flesta fågelarterna flyttar till varmare regioner under vintern, men nötskrikor, korpar, nötväckor, örnar och ugglor stannar kvar. Under vintern flyttar dock åsnehjortarna, bergslejonen och prärievargarna ner till lägre områden. Markekorrar och murmeldjur tillbringar vintern i dvala.
Det finns tre livszoner i parken beroende på höjden:
- De lägsta områdena som består av dvärgskog har träd som tallar, enar med häggmispel och purshiarosor mellan. Aspträd, vattenbjörkar och videnträd finns längs vattendragen.
- Gultallskogar täcker mellannivån med blågranar och douglasgranar i vattenrika områden.
- Douglasgranar och vitgranar tillsammans med aspträd och engelmannsgran utgör skogen på Paunsauguntplatån. Mjuktall och uråldriga bristleconetallar finns också i området.

## Aktiviteter
De flesta parkbesökare använder sig av den 29 kilometer långa bilvägen, vilket ger utgångsläge för 13 utsiktsplatser över amfiteatrarna.
Bryce Canyon har åtta markerade och underhållna vandringsleder som kan vandras på mindre än en dag:

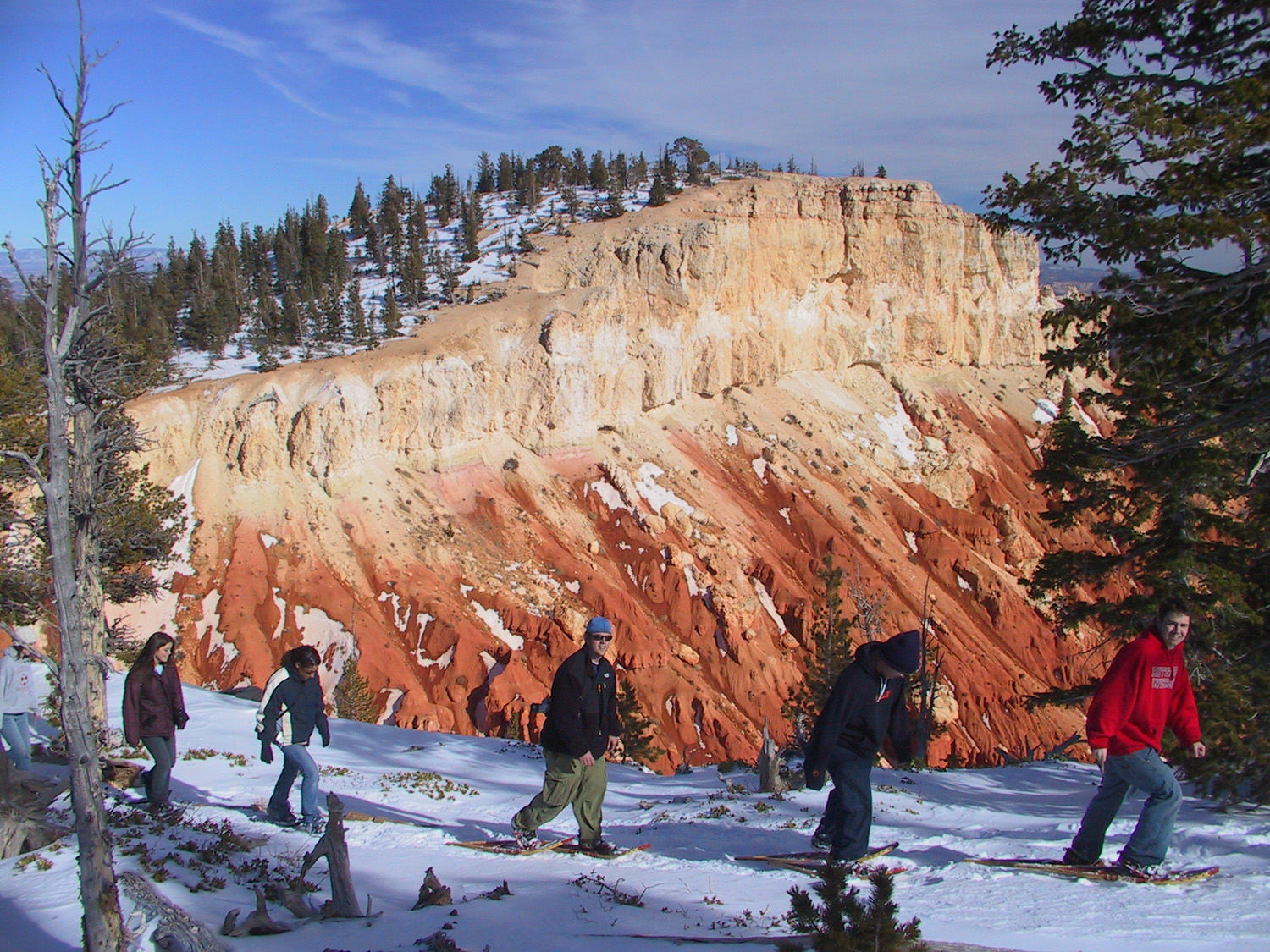
Det finns markerade leder för vandring, på vilka snöskor krävs under vintern.

- Mossy Cave (en timme, Utah State Route 12 nordväst om Tropic), Rim Trail (5–6 timmar), Bristlecone Loop (en timme, Rainbow Point), och Queens Garden (1-2 timmar, Sunrise Point) är lätta att genomföra vandringar på.
- Navajo Loop (1-2 timmar, Sunset Point) och Tower Bridge (2–3 timmar, norr om Sunrise Point) är medelmåttiga vandringsleder.
- Fairyland Loop (4–5 timmar, Fairyland Point) och Peekaboo Loop (3–4 timmar, Bryce Point) är krävande vandringsleder.

Flera av dessa leder går ihop med varandra, vilket gör att besökarna kan kombinera sina leder för mer utmanande promenader.
Parken har också två leder utformade för övernattingsleder; den 14 kilometer långa Riggs Loop Trail, och den 37 kilometer långa "Under the Rim Trail". Båda dessa kräver tillstånd av campingen. Totalt finns det 80 kilometer vandringsleder i området.

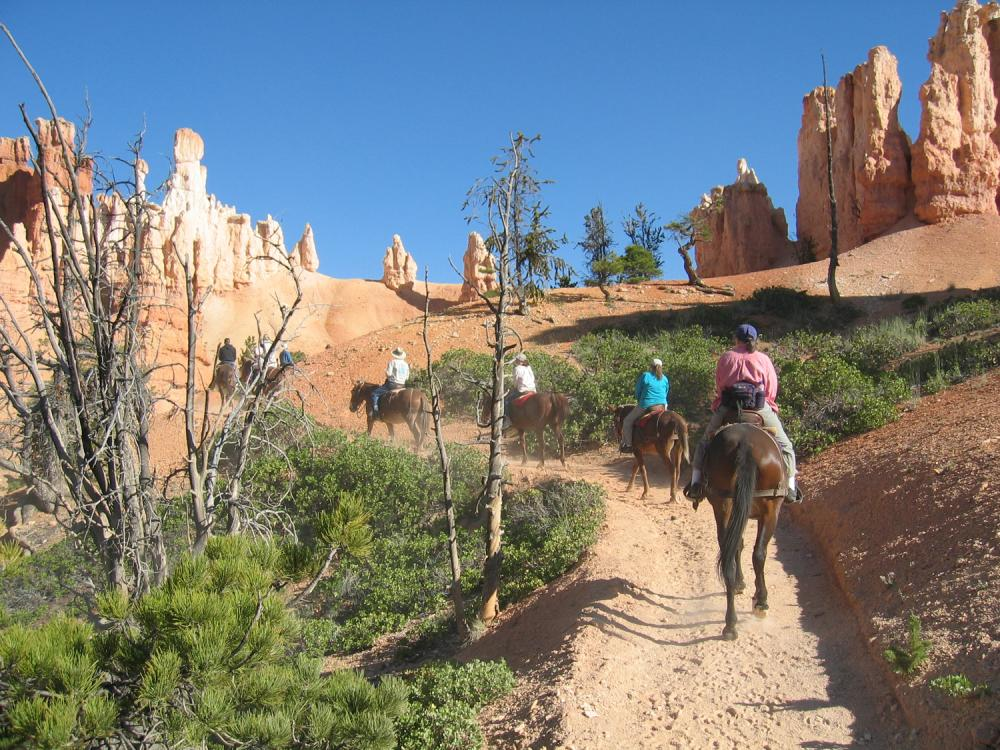
Även hästridning förekommer i parken.

Mer än 16 kilometer markerade men oplogade skidspår finns tillgängliga i Fairyland, Paria och Rimlederna. 32 kilometer av anslutande plogade skidspår finns i det närliggande Dixie National Forest och Ruby's Inn.
Sikten är ofta så klar att man de flesta dagar från Yovimpa och Rainbow kan se Navajobergen och Kaibabplatån 140 kilometer bort i Arizona. På en dag med mycket god sikt kan man se Black Mesas i östra Arizona och västra New Mexico, ett avstånd på omkring 320 kilometer. Parken har också 7,3 magnitud nattsky, vilket gör att det är en av de mörkaste platserna i Nordamerika. På grund av detta kan astronomer och stjärnskådare se 7 500 stjärnor med blotta ögat, när man på de flesta ställen kan se mest 2 000 på grund av ljusförorening (i många större städer kan man endast se ett dussintal). Parken erbjuder flera utflykter för stjärnskådning på kvällarna. Bryce Canyon Astronomy Festival, hålls ofta i juni, lockar till sig tusentals besökare.
Det finns två campingområden i parken, Norra och Sunset. Loop A i Norra campingområdet är öppen året om. Andra delar och Sunset-området är öppet från sena våren till den tidiga hösten. Det finns 114 rum i Bryce Canyon Lodge, vilket också är ett ställe att sova på.
En favoritaktivitet bland de flesta besökarna är landskapsfotografering. På grund av Bryce Canyons höjd över havet och rena luft kan soluppgångs- och solnedgångsfotografer ta mycket bra bilder.

## Källor och referenser

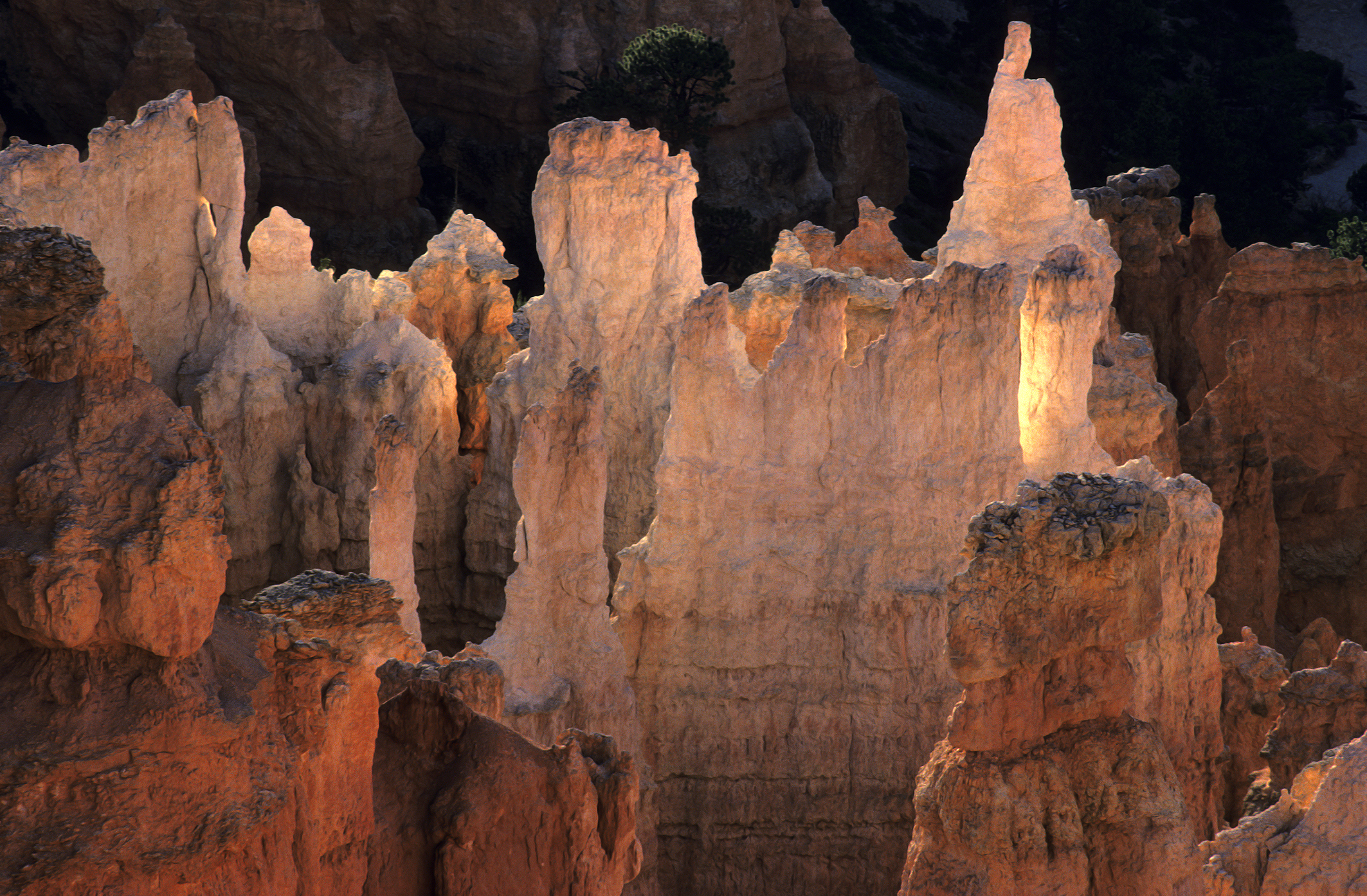
Bryce Canyon i morgonljus